# Uttrar
Uttrar (Lutrinae) är en underfamilj i familjen mårddjur.

## Kännetecken
Arterna i underfamiljen har en långsträckt kropp, korta extremiteter och simhud mellan tårna, en lång och kraftig svans samt ett avrundat huvud med trubbig nos. Hos uttrarna finns de största arterna av familjen mårddjur med en längd av cirka en meter och en vikt av 22 till 45 kilogram (jätteutter och havsutter). Liksom hos andra mårddjur är hanar en bit större än honor. Pälsen kan vara brun- till gråaktig över hela kroppen eller försedd med små prickar eller med ljusa områden vid halsen och buken. Uttrar har med ungefär 1000 hår per kvadratmillimeter en av de tätaste pälsarna i djurriket. På grund av pälsens uppbyggnad – långa hår skyddar en tät och mjuk underpäls – kan dessa djur vistas länge i vatten, då pälsen inrymmer ett isolerande skikt av luft. Uttrarna kan sluta sina små näs- och öronöppningar när de dyker.

## Utbredning och habitat
Uttrar finns nästan över hela världen. De saknas bara i Australien, Antarktis och på avlägsna öar. De lever huvudsakligen vid vattensamlingar. Som utmärkta simmare och dykare finns de i olika vattendrag med sötvatten och även vid klippiga kustlinjer. I regel är avståndet till vatten sällan längre än 500 meter. Ibland gömmer sig uttrar i bon som har byggts av andra djur eller under stenar men de har alltid en egen lya bredvid vattnet. Ingången ligger ibland under vattenytan men själva boet ligger alltid ovanför. Några arter bygger bon med flera kamrar.
Uttrar har avgränsade territorier. Hanarnas revir är vanligtvis större än honornas revir men kan överlappa en honas territorium. Artfränder av samma kön går i de flesta fall skilda vägar.

## Levnadssätt
När uttrar simmar använder de sina bakre extremiteter och svansen. De kan stanna upp till åtta minuter under vattenytan. På land rör de sig vanligtvis i en kombination av springande och ålande. Vid svåra förhållanden, till exempel på vintern när flera vattendrag är frusna, kan de vandra längre sträckor över land för att hitta öppet vatten. På land når de en hastighet upp till 29 kilometer per timme. Det finns dag- och nattaktiva individer men de flesta är nattaktiva.
Sin föda hittar uttrar vanligtvis i vattnet. De äter till exempel fiskar, groddjur, kräftdjur och andra ryggradslösa djur. Arternas ämnesomsättning är särskilt hög, en vanlig utter behöver till exempel varje dag föda som motsvarar 15 % av kroppsvikten. För havsuttern ligger värdet mellan 20 och 25 % beroende på vattentemperaturen. Vid en vattentemperatur av 10 °C behöver djuret varje timme 100 gram fisk för att kunna överleva. De flesta arter jagar tre till fem timmar per dag, honor som diar sina ungar ändå upp till åtta timmar.
Uttrarnas analkörtlar är väl utvecklade. Med körtelvätskan markerar de revirets gränser. Dessutom informerar vätskan antagligen andra uttrar om individens styrka och parningsberedskap. Medan hanar främst lever ensamma bildar honor med sina ungar en familjegrupp som har samma sammansättning fram till nästa parningstid. De flesta uttrar parar sig under senvintern eller våren och mellan april och maj föds en till fem ungar. Ungarna har vid födelsen en vikt av ungefär 130 gram och efter en månad öppnas ögonen för första gången. Efter cirka två månader undervisar honan sina ungar i simning. Ungdjuren lämnar honan vid ungefär ett års ålder och ett eller två år senare är de könsmogna.

## Hot
De största hoten är förstöringen av uttrarnas levnadsområde, förorening av vatten, kontamination med insekticider, jakt, okontrollerat fiske samt vägtrafiken. Ibland jagas uttrar trots förbud på grund av att de betraktas som konkurrenter. I flera länder finns projekt för att återinföra uttrar i regioner där de var utrotade. Så länge de nämnda problemen kvarstår är ingen bra lösning i sikte.
Sedan miljögiftet PCB förbjöds på 1970-talet har utterstammen stärkts och på vissa håll har beståndet ökat flera gånger om.
I takt med vägnätets utbyggnad drabbade trafikdöden allt fler uttrar. Ett problem är att äldre vägtrummor och rörbroar (mindre rörformade broar) inte är anpassade för uttrar. Uttern föredrar att förflytta sig med utmed vattendragens stränder och därför föredras vägtrummor med en hylla som gör att uttern kan gå torrskodd. Annars föredrar uttrar ofta att gå upp på vägbanken och korsa vägbanan vilket innebär stor risk att bli påkörd och dödad.

## Släkten och arter
I underfamiljen finns omkring 15 arter fördelade på 7 släkten:
- Klolösa uttrar (Aonyx)
  - Klolös utter (Aonyx capensis)
    - Kongoutter (Aonyx capensis congicus)

  - Asiatisk klolös utter (Aonyx cinereus, tidigare Amblonyx cinereus)
- Enhydra
  - Havsutter (Enhydra lutris)
- Lontra
  - Nordamerikansk flodutter (Lontra canadensis)
  - Neotropisk flodutter (Lontra longicaudis)
  - Marin utter eller krabbutter (Lontra felina)
  - Sydlig flodutter (Lontra provocax)
- Lutra
  - Utter (Lutra lutra)
  - Lutra maculicollis
  - Lutra nippon
  - Lutra sumatrana
- Lutrogale
  - Indisk fiskarutter (Lutrogale perspicillata)
- Pteronura
  - Jätteutter (Pteronura brasiliensis)
  - jorden utter (Pteronura fotoforus) - arter av okänd position.